# Алгонквін (Меріленд)
Алгонквін (англ. Algonquin) — переписна місцевість (CDP) в США, в окрузі Дорчестер штату Меріленд. Населення — 1220 осіб (2020).

## Географія
Алгонквін розташований за координатами 38°35′23″ пн. ш. 76°5′30″ зх. д. / 38.58972° пн. ш. 76.09167° зх. д. (38.589853, -76.091558).  За даними Бюро перепису населення США в 2010 році переписна місцевість мала площу 7,34 км², з яких 1,92 км² — суходіл та 5,42 км² — водойми.

## Демографія
Згідно з переписом 2010 року, у переписній місцевості мешкала 1241 особа в 558 домогосподарствах у складі 385 родин. Густота населення становила 169 осіб/км².  Було 618 помешкань (84/км²).
Расовий склад населення:
| - 95,0 % — білих - 2,3 % — чорних або афроамериканців - 0,7 % — корінних американців - 0,3 % — азіатів |

До двох чи більше рас належало 0,9 %. Частка іспаномовних становила 1,6 % від усіх жителів.
За віковим діапазоном населення розподілялося таким чином: 15,0 % — особи молодші 18 років, 56,4 % — особи у віці 18—64 років, 28,6 % — особи у віці 65 років та старші. Медіана віку мешканця становила 52,1 року. На 100 осіб жіночої статі у переписній місцевості припадало 88,9 чоловіків;  на 100 жінок у віці від 18 років та старших — 83,8 чоловіків також старших 18 років.
Середній дохід на одне домашнє господарство  становив 80 189 доларів США (медіана — 72 000), а середній дохід на одну сім'ю — 88 865 доларів (медіана — 75 037). Медіана доходів становила 48 750 доларів для чоловіків та 44 338 доларів для жінок. За межею бідності перебувало 15,9 % осіб, у тому числі 35,0 % дітей у віці до 18 років та 4,6 % осіб у віці 65 років та старших.
Цивільне працевлаштоване населення становило 752 особи. Основні галузі зайнятості: освіта, охорона здоров'я та соціальна допомога — 28,9 %, роздрібна торгівля — 13,4 %, будівництво — 12,9 %.